# Freienried
Freienried ist ein Gemeindeteil der Gemeinde Eurasburg und eine Gemarkung im schwäbischen Landkreis Aichach-Friedberg.

## Lage
Das Kirchdorf Freienried ist mit dem vier Kilometer in etwa westlicher Richtung liegenden Hauptort durch die Staatsstraße 2015 verbunden. Die Anschlussstelle 75 (Adelzhausen) der Bundesautobahn 8 ist zwei Kilometer nördlich und über die Staatsstraße 2338 zu erreichen.
Die Gemarkung Freienried liegt vollständig auf dem Gebiet der Gemeinde Eurasburg. Die Gemarkung hat eine Fläche von 916,84 Hektar und liegt im Osten des Gemeindegebiets. Auf ihr liegen die Eurasburger Gemeindeteile Brand, Brugger, Freienried, Ganswies, Hergertswiesen und Kalteneck.

## Geschichte
Freienried bildete bis 30. Juni 1972 mit dem Dorf Brugger, den Weilern Hergertswiesen, Kalteneck und Ganswies sowie der Einöde Brand eine Gemeinde im damals oberbayerischen Landkreis Friedberg. Am 1. Juli 1972 wurde die Gemeinde Freienried nach Eurasburg eingegliedert, gleichzeitig erfolgte im Zuge der Landkreisreform der Wechsel in den  schwäbischen Landkreis Aichach-Friedberg, der bis 30. April 1973 den Namen Landkreis Augsburg-Ost trug.

## Katholische Kirche
Freienried ist eine Filiale der Pfarrei Rehrosbach in der Pfarreiengemeinschaft Ottmaring, Dekanat Aichach-Friedberg im Bistum Augsburg.

## Baudenkmäler
- Kapelle zur Schmerzhaften Muttergottes in Brugger
- Bauernhaus in Freienried, Ulrichsfeld 18
- Katholische Kapelle St. Willibald in Hergertswiesen
- Gasthaus, Hergertswiesen 5